# Pizza Worm
Pizza Worm är ett så kallat "maskspel" som utkom 1994. Utvecklare och tillverkare är finnen Sami "Zorlim" Lehtinen. Spelet går ut på att äta pizza. Det som skiljer spelet från traditionella maskspel med rätvinkliga svängar är att ormen här svänger i steglösa grader. I korta drag, håll inne piltangenten en halvsekund för länge och du svänger in i dig själv. Som spelet släpptes som freeware blev det snabbt populärt på många skolor under 90-talet. Efter nära ett decenniums tystnad släppte Sami en uppdatering 2005. Pizza Worm 2.1h skulle möjliggöra smidigare körning under Dosbox, och direkt stöd under Windows XP, förutsatt att man inaktiverat ljud.